# Torvaldo e Dorliska
Personnages
- Torvaldo, (ténor)
- Dorliska, épouse de Torvaldo, (soprano)
- Duc d'Ordow, (basse)
- Giorgio, gardien du château (baryton)
- Carlotta, sa sœur, (mezzo-soprano)
- Ormondo, (basse)
- Chœur des serviteurs, des gardes, des paysans et des soldats

Torvaldo e Dorliska est un dramma semiserio en deux actes de Gioachino Rossini, sur un livret de Cesare Sterbini tiré du roman-mémoires Les Amours du chevalier de Faublas de Jean-Baptiste Louvet de Couvray. Cette pièce a également été utilisée pour le livret de Lodoïska mis en musique par Luigi Cherubini (1791), et le Lodoiska de Stephen Storace (1794), et celui de Simon Mayr (1796).
Torvaldo e Dorliska est un opéra avec une fin heureuse. L'introduction de rôles bouffes explique la qualification de «semiseria» pour cette œuvre.

## Productions notables
L'opéra Torvaldo et Dorliska a été créé au Teatro Valle à Rome, le 26 décembre 1815. Il est resté dans le répertoire et a été donné dans plusieurs villes italiennes telles que Venise durant les vingt-cinq années qui ont suivi, mais il n'a jamais obtenu un grand succès de la part de la critique. Bien qu'il n'y ait pas eu de mises en scène à Londres, ni à New York, il a été monté dans une dizaine de villes européennes dans les dix ans après sa création à Rome.
Alors que les productions modernes sont rares, il a été présenté à Vienne en 1987 et à Savone en 1989. Il a été donné au Rossini Opera Festival de Pesaro, dans le cadre de la saison 2006.

## Distribution lors de la création

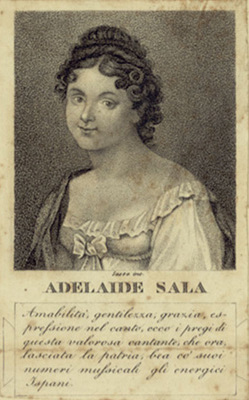
Adelaide Sala, première interprète de Dorliska

| Rôle                         | Voix          | Interprète             |
| ---------------------------- | ------------- | ---------------------- |
| Torvaldo                     | ténor         | Domenico Donzelli      |
| Dorliska, épouse de Torvaldo | soprano       | Adelaide Sala          |
| Duc d'Ordow                  | basse         | Filippo Galli          |
| Giorgio, gardien du château  | baryton       | Raniero Remorini       |
| Carlotta, sa sœur            | mezzo-soprano | Agnese Loiselet        |
| Ormondo                      | basse         | Cristoforo Bastianelli |

## Argument
- Époque: Le Moyen Âge[3]
- Lieu: Dans et autour du château du duc d'Ordow dans une Province de l'Europe du Nord[3]

L'opéra raconte l'histoire d'amour entre le chevalier Torvaldo et son épouse Dorliska, qui s'oppose au terrible et violent duc d'Ordow, qui est amoureux de Dorliska. Pour la garder pour lui-même, le duc tente de tuer Torvaldo et, après leur combat, le laisse pour mort. Faisant route vers le château du duc, mais ne sachant pas que c'est sa demeure, Dorliska est retenue prisonnière, consolée par Carlotta et son frère Giorgio, le gardien du château. Après avoir échappé à une embuscade, Torvaldo entre dans le château sous un déguisement, mais son identité est révélé par inadvertance par Dorliska. Le duc le condamne alors à mort. Carlotta, Giorgio et leurs amis conspirent contre le duc pour libérer le couple. Carlotta parvient à voler les clés de la cellule de la prison de Torvaldo et Dorliska l'embrasse à nouveau. Cependant, le couple est découvert par le duc, mais avant qu'il puisse le tuer, il est interrompu par la foule entrée dans le château. Les rebelles capturent le duc et il est emmené en prison pour être mis à mort. Torvaldo et Dorliska sont libérés.

## Enregistrements
| Année | Distribution: Dorliska, Torvaldo, Il Duca d’Ordow, Giorgio, Carlotta                | Chef, Opéra et Orchestre | Label                                                    |
| ----- | ----------------------------------------------------------------------------------- | --- | -------------------------------------------------------- |
| 1992  | Fiorella Pediconi, Ernesto Palacio, Stefano Antonucci, Mauro Buda, Nicoletta Marani | Massimo de Bernart, Orchestre et Chœur de RadioTelevisione Svizzera Italiana et le Groupe Vocal Cantemus                                                         | Audio CD: Arkadia, Cat: CDAK 123-2; Agorá, Cat: AG 073.2 |
| 2003  | Paola Cigna, Huw Rhys-Evans, Michele Bianchini, Mario Utzeri, Annarita Gemmabella   | Alessandro De Marchi Czech Chamber Soloists et le ARS Brunensis Chamber Choir                                                                                    | Audio CD: Naxos Records Cat: 8.660189-90                 |
| 2006  | Darina Takova, Francesco Meli, Michele Pertusi, Bruno Praticò, Jeannette Fischer    | Victor Pablo Pérez, Orchestra Haydn di Bolzano e Trento et le Prague Chamber Chorus (Audio recording made at performances at the Rossini Opera Festival, Pesaro) | Audio CD: Dynamic Cat: CDS 528/1-2                       |